# امرأة من رماد (مسلسل)
امرأة من رماد هو مسلسل سوري أنتج عام 2015 بدأ عرضه في 18 حزيران على قناة سورية دراما بعدد حلقات بلغت 30 حلقة، ومدة الحلقة الواحدة 45 دقيقة ويحاكي قصة امرأة سورية تصبح عدائية بسبب الظروف التي تعرضت لها أثناء الحرب.

## القصة
تدور أحداث القصة حول شخصية "مدام جهاد" وهي امرأة طيبة ولكن بعض الظروف تحولها إلى شخصية قاسية حين تتعرض لحادثة مؤلمة أثناء الحرب الأهلية السورية، وترصد الأحداث اللاحقة حالتها النفسية وما تعانيه من انعكاسات أخرى مثلها مثل بقية شخصيات العمل، في خط درامي آخر تقوم الفنانة نادين تحسين بك بدور فتاة تعاني من العنوسة نتيجة للظروف القاسية.

## الممثلون والشخصيات
| الممثل          | الشخصية التي لعبها |
| --------------- | ------------------ |
| سوزان نجم الدين | جهاد               |
| صباح الجزائري   | أم يامن            |
| وائل رمضان      | سليم               |
| سحر فوزي        | أم سامر            |
| زهير عبد الكريم | حسام               |
| نادين تحسين بك  | مايا               |
| سعد مينه        | المقدم عمران       |
| نجاح سفكوني     | أبو يامن           |
| زيناتي قدسية    | أبو عمار           |
| سوسن ميخائيل    | إبتسام             |
| علي بوشناق      | الجندي خالد        |